# Allotrichosiphum cyclobalanopsidis
Allotrichosiphum cyclobalanopsidis är en insektsart som beskrevs av Qiao, Jiang och Martin 2006. Allotrichosiphum cyclobalanopsidis ingår i släktet Allotrichosiphum och familjen långrörsbladlöss. Inga underarter finns listade i Catalogue of Life.